# 果物売りの女 (スナイデルス)
『果物売りの女』（くだものうりのおんな、西: La frutera、英: The Fruit-seller）、または『女性のいる静物』（じょせいのいるせいぶつ、西: Bodegón con sirvienta、英: Still Life with a Maid）は、17世紀フランドルのバロック期の静物画家フランス・スナイデルスが1633年ごろにキャンバス上に油彩で制作した絵画である。初代レガネース侯爵ディエゴ・フェリペ・デ・グスマンが所有していた作品であるが、1631年にフェリペ4世に贈られてスペイン王室のコレクションに入り、現在はマドリードのプラド美術館に所蔵されている。

## 作品
スナイデルスの絵画の顧客は貴族や富裕な中産階級の市民であり、作品の芸術的な価値に加え、自身の富の顕示という側面からも本作のような作品に関心を抱いた。所有者の富と繁栄を象徴するスナイデルスの静物画は1610年以降に高い人気を博したが、それは1609年にスペイン領ネーデルラントと北部のオランダ連合国との間に締結された12年の休戦条約と無関係ではないであろう。条約締結後、ネーデルラントは繁栄の時代を迎えたのである。

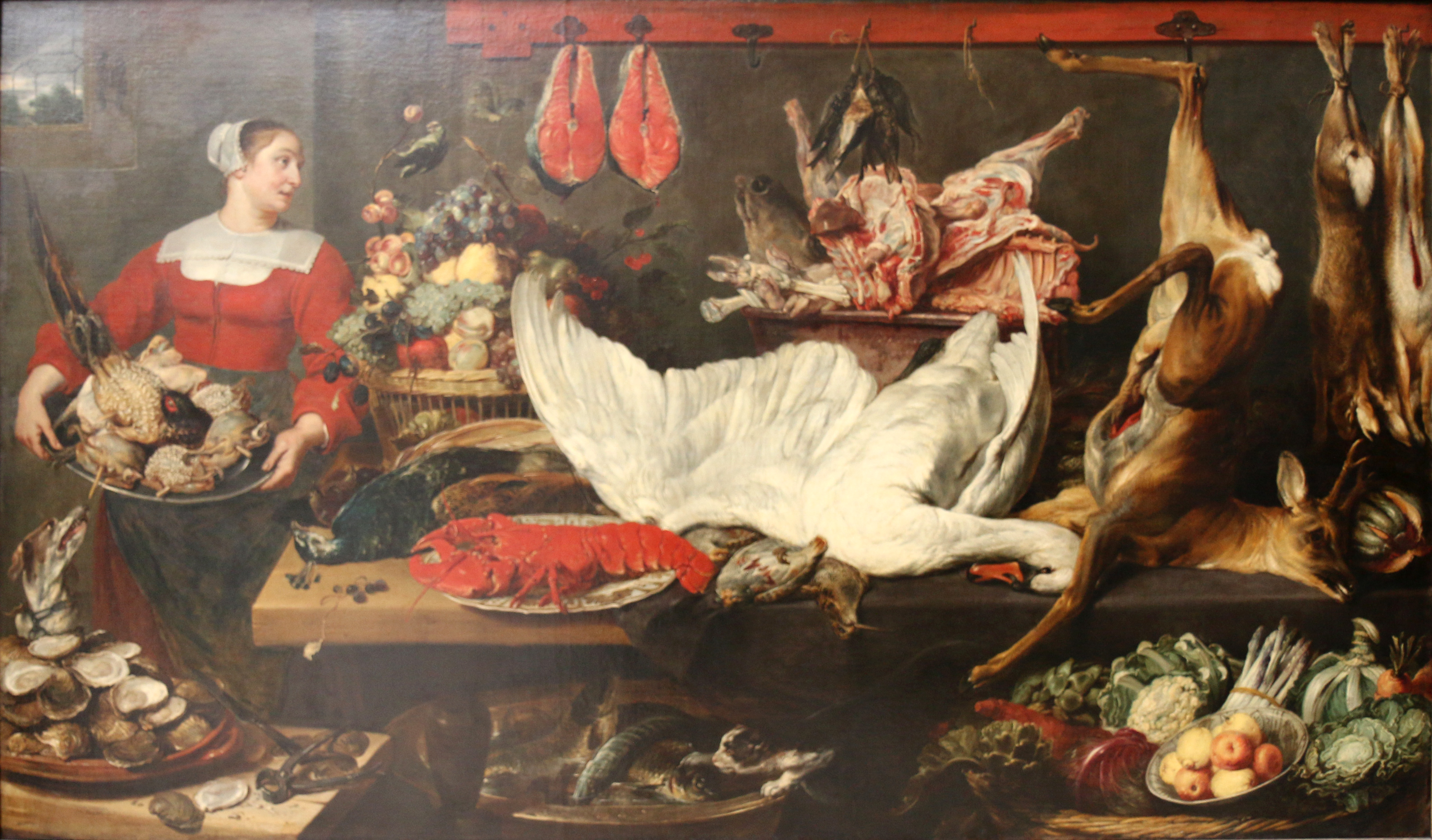
スナイデルス『厨房』 (1630年代)、ベルギー王立美術館、(ブリュッセル)

この絵画はおそらく厨房の場面を表しているが、それは、果物、野菜、皿といったものの細部を描くための口実であった。適切な光によって照らし出された細部は精密かつ巧みに表現されており、あたかも触れることができるようである。テーブルの上には、種々の果物や野菜、陶磁器や金属の皿、そのほか様々なものが載せられている。木の枝の先にはオウムがいて、アンズを嘴でつついている。画面右端にはサルがいて、2つのヒョウタンの上に置かれた不安定な鉢につかまりながら、カーネーションの香りを嗅いでいる。テーブルの左背後には、襟飾りやレースのヘアネット、レース付きの贅沢な衣服を身に着けた女性がおり、イチジクの載った脚付きの皿を持ちながら、気になる様子でサルを見つめている。女性のモデルは、ベルギー王立美術館 (ブリュッセル) にあるスナイデルスの『厨房』にも登場する。
女性が持つ皿に載ったイチジクは、結婚や多産につながる愛を象徴していると考えられる。アンズをつつくオウムも「愛の鳥」であるが、同時に母性の象徴でもある。サルが香りを嗅いでいるカーネーションも、おそらく多産や結婚の象徴と解釈される。